# داودا کامارا
داودا کامارا (انگلیسی: Daouda Camara؛ زادهٔ ۲۰ اوت ۱۹۹۷) بازیکن فوتبال اهل گینه است.
وی همچنین در تیم‌های ملی فوتبال زیر ۲۰ سال گینه و گینه بازی کرده است.